# Attentat de Mogadiscio du 19 février 2017
Pour les articles homonymes, voir Attentat de Mogadiscio.
L'attentat du 19 février 2017 à Mogadiscio est une attaque terroriste ayant eu lieu lors du marché d'Abagedo, dans le district de Dharkenley, à l'est de la capitale somalienne. Une voiture piégée a explosé, faisant 39 morts et 27 blessés. Bien que l'attaque ne soit pas revendiquée, tout porte à croire que la branche d'Al-Qaïda, le Harakat al-Chabab al-Moudjahidin, en est à l'origine, que ce soit par le procédé mais aussi par sa menace d'une « guerre sans merci, » lancée au président somalien Mohamed Abdullahi Mohamed quelques heures plus tôt.

## Déroulement
Avant la détonation, la voiture fut stationnée et abandonnée dans un carrefour très fréquenté de la capitale somalienne selon les témoins. Le but de l'opération était de faire le maximum de victimes et d'attaquer tant la population que le président élu le 9 février de cette année. Avec les explosifs, la voiture contenait des morceaux de métaux selon les blessures des victimes qui étaient sur les lieux. Le premier bilan a fait état de 20 morts avant de s'alourdir à 39 et de 27 blessés.
Quelques heures avant la déflagration, le Harakat al-Chabab al-Moudjahidin a fait savoir qu'il s'opposait au nouveau président et lui déclarait une « guerre sans merci ». Sans revendications, l'attaque sous forme de véhicule piégé, qui est fréquemment utilisé par le groupe terroriste qui tenait la ville jusqu'en 2011, le Harakat al-Chabab al-Moudjahidin est le responsable le plus probable selon les autorités.

## Conséquences
Se rendant sur les lieux, le président a fait savoir qu'il donnerait une somme de 100 000 dollars à toute personne pouvant donner des renseignements sur l'attaque et sur les auteurs. Cette attaque est la première pour le président — Farmajo — qui doit faire face au groupe terroriste qui agit depuis 2006 dans le pays et qui s'inscrit dans la guerre que connaît le pays depuis 1991.
Le groupe terroriste ne compte pas cesser son activité mais au contraire lutter contre un président qu'ils ne reconnaissent pas comme un compatriote. En effet, le nouveau président ayant vécu aux États-Unis, a acquis la double nationalité et est donc aussi américain. Les Shebabs ont proclamé vouloir se battre contre lui pendant les quatre ans de son mandat.

## Réactions

### Pays
- Arabie saoudite : La Saudi Press Agency (SPA) a reporté les propos du ministère des affaires étrangères condamnant l'attaque perpétrée dans l'est de Mogadiscio. Il exprime toutes ses condoléances aux familles des victimes, souhaite un prompt rétablissement aux blessés et apporte son soutien au gouvernement somalien[7].
- France : Le Quai d'Orsay exprime ses condoléances aux familles des victimes et aux autorités somaliennes. Elle salue l’action menée par les nouvelles autorités fédérales somaliennes pour restaurer la paix et la sécurité, avec l’appui de l’Union africaine. La France avec ses alliés se tient aux côtés du président Mohamed Abdullahi Mohamed dans la lutte contre le terrorisme[8].
- Italie : Le ministre des affaires étrangères Angelino Alfano condamne fermement cette attaque. Si la piste des shebabs est confirmée, cela serait une attaque grave de déstabilisation du processus démocratique dans le pays. De plus, le ministre a réaffirmé les liens forts entre les deux pays[9].
- Qatar : L'État du Qatar condamne l'attaque qui a eu lieu sur un marché et réaffirme le support du pays pour la stabilité de la Somalie[10].
- Turquie : Le ministère des affaires étrangères condamne l'acte terroriste dont a été victime la Somalie. La Turquie renouvelle son implication au côté de la Somalie pour que la paix et la stabilité soient restaurées[11].

### Entités supranationales
- Organisation de la coopération islamique : Le secrétaire général Dr Yousef Al-Othaimeen condamne au nom de l'organisation cette attaque sanglante et exprime ses condoléances au peuple somalien. Le Dr Al-Othaimeen condamne aussi la volonté de nuire au processus démocratique[12].
- ONU : Condamne fermement cette attaque et la volonté d'interférer dans la transition politique du pays. L'organisation rappelle que tout acte terroriste est fermement condamné et est tenu comme une volonté de dégrader un environnement de paix. L'ONU exprime ses sincères condoléances aux familles des victimes ainsi qu'au gouvernement somalien[13]. Michael Keating, le représentant spécial du secrétaire général en Somalie condamne par ailleurs l'attentat et tient à exprimer ses condoléances[2].